# Peter Dippon
Peter Dippon (* 27. Mai 1972 in Biberach an der Riß) ist ein deutscher Frankreichwissenschaftler und Betriebswirt und war zwischen 2014 und 2024 Professor für Tourismus- und Eventmanagement an der ISM Hochschule am Campus Stuttgart. Seit Oktober 2024 ist er Professor für Tourismuswirtschaft an der International University (IU), Campus Stuttgart.

## Leben
Nach einer Ausbildung zum Reiseverkehrskaufmann (IHK) bei FIRST Business Travel in München, Abschlüssen als Dipl.-Betriebswirt (FH) Fachrichtung Tourismus Hochschule Kempten sowie als Dipl.-Frankreichwissenschaftler, Frankreich-Zentrum der Universität Freiburg, wurde er von der Großen Kreisstadt Donaueschingen 2002 zum Amtsleiter für Tourismus und Sport bestellt. In dieser Funktion war er zugleich Geschäftsführer des internationalen CHI-Reitturniers.
Von 2007 bis 2014 war Peter Dippon an der Pädagogischen Hochschule Heidelberg, Abteilung Geographie im Kontext seines Forschungsschwerpunktes UNESCO-Welterbe tätig. 2012 promovierte er zum Bildungsauftrag der UNESCO-Welterbestätten an der Pädagogischen Hochschule Heidelberg.
Dippon ist seit 2009 Mitinitiator des in Kooperation mit der Deutschen UNESCO-Kommission organisierten Arbeitskreises World Heritage Education.

## Mitgliedschaften & Funktionen
Peter Dippon verantwortet seit 2016 den Studiengang „Tourism- & Eventmanagement“ an der International School of Management, Campus Stuttgart. Zuvor war er bei der EBC Hochschule Campus Stuttgart im Prüfungs- und Forschungsausschuss tätig sowie als Koordinator des Forschungsclusters Heritag.
Von 2009 bis 2012 begleitete Dippon als geschäftsführender Vorstand die Heidelberger Geographischen Gesellschaft (HGG) an der Universität Heidelberg.
In dieser Funktion war er zugleich stellvertretender Obmann der Geographischen Gesellschaften bei der Deutschen Gesellschaft für Geographie (DGfG) und Mit-Herausgeber des jährlich erscheinenden HGG-Journals.

## Publikationen

### Monografien
- Lernort UNESCO-Welterbe. Eine akteurs- und institutionsbasierte Analyse des Bildungsanspruchs im Spannungsfeld von Postulat und Praxis. (= Heidelberger Geographischen Arbeiten. Band 132). Universität Heidelberg, 2012, ISBN 978-3-88570-132-3.
- Die touristische Destination auf dem Weg zur Marke: Eine Analyse auf Basis der Werbekampagne 2002 der Region Languedoc-Roussillon. Diplom-Arbeit. Universität Freiburg, 2002.
- Jakobswege in Frankreich: Eine touristische Analyse der Voie d'Arles. Diplom-Arbeit. Hochschule für Wirtschaft und Technik, Kempten 2000.

### Beiträge in Sammelbänden, Schriftenreihen, Zeitschriften
- Interdisziplinäres Zentrum für Nachhaltigkeit der PH Heidelberg. In: Deutsche UNESCO-Kommission (Hrsg.): Hochschule für eine Nachhaltige Entwicklung. H. 3, Bonn 2014, ISBN 978-3-940785-59-6, S. 61.
- Lernort UNESCO-Welterbe. Eine akteurs- und institutionsbasierte Analyse des Bildungsanspruchs im Spannungsfeld von Postulat und Praxis. In: U. Gerhard, G. Meier, M. Nüsser, S. Schmidt (Hrsg.): Vielfältige Identitäten und Realitäten im Zeitalter der Globalisierung. (= HGG-Journal. H. 27). 2013, S. 162–165.
- Weltweit vernetzt mit Geo-Bildung. Digitale Geomedien, Klimawandel und Weltkulturerbe – Projekte im Fach Geographie befassen sich mit wichtigen gesellschaftlichen Themenbereichen. In: Daktylos – Bildungswissenschaftliches Magazin der Pädagogischen Hochschule Heidelberg. H. 18, S. 28–29.
- AK World Heritage Education – Vermittlungskultur und Methoden einer Welterbe-Bildung. In: P. Dippon, G. Meier, M. Nüsser, S. Schmidt, A. Siegmund (Hrsg.): HGG-Journal. H. 26, Heidelberg, S. 168–169.
- AK World Heritage Education – Diskurse und Perspektiven einer World Heritage Education. In: P. Dippon, M. Forbriger, M. Nüsser, A. Siegmund (Hrsg.): Die Geographie in Heidelberg – ein Brückenschlag zwischen Wissenschaft und Gesellschaft. (= HGG-Journal. H. 24/25). Heidelberg 2011, S. 163.
- Die Heidelberg Geographische Gesellschaft (HGG) – ein erfolgreiches Kooperationsmodell zwischen Universität und Pädagogischer Hochschule Heidelberg. In: P. Dippon, M. Forbriger, M. Nüsser, A. Siegmund (Hrsg.): Die Geographie in Heidelberg – ein Brückenschlag zwischen Wissenschaft und Gesellschaft. (= HGG-Journal. H. 24/25). Heidelberg 2011, S. 3–5.
- HGG – Der besondere Vortrag: UNESCO-Welterbe. In: Geographische Rundschau. H. 9, S. 53.
- Praxisorientiertes Themen-Marketing: Donaueschingen feiert 40 Jahre Jumelage mit Saverne. In: Die Gemeinde. Zeitschrift für die Städte und Gemeinden. Jg. 128, H. 1, 2005, S. 45–47.

### Buch-Beiträge
- Der Bildungsanspruch von UNESCO-Welterbestätten – eine aktuelle Bestandsaufnahme im Spannungsfeld zwischen Welterbekonvention und lokaler Praxis. In: J. Stroeter-Bender (Hrsg.): World Heritage Education, Positionen und Diskurse. Marburg 2010, ISBN 978-3-8288-2155-2, S. 31–43.
- La presse quotidienne régionale en France et en Allemagne. In: U. Grosse, E. Seibold (Hrsg.): Presse française, presse allemande. Etudes comparatives, Paris 2003, ISBN 2-7475-5076-1, S. 151–192.

### Herausgeberschaften
- Journal der Heidelberger Geographischen Gesellschaft. H. 23, 2008.
- Journal der Heidelberger Geographischen Gesellschaft. H. 24/25, 2009/2010.
- Journal der Heidelberger Geographischen Gesellschaft. H. 26, 2011/2012.[6]